# Episema rosea
Episema rosea är en fjärilsart som beskrevs av Turati 1924. Episema rosea ingår i släktet Episema och familjen nattflyn. Inga underarter finns listade i Catalogue of Life.